# Lissonota xanthofacia
Lissonota xanthofacia là một loài tò vò trong họ Ichneumonidae.